# 홍천강휴게소
홍천강휴게소(洪川江休憩所, Hongcheongang Service Area)는 강원특별자치도 홍천군 북방면에 위치한 중앙고속도로의 고속도로 휴게소이다. 주소는 강원특별자치도 홍천군 북방면 도사곡길 2237이다. 춘천 방향에서만 이용할 수 있다.

## 시설 (춘천방향)
- 주차장
- 휴게소 내 편의시설 : 수유실
- 매점
- 주유소 : EX-OIL, GS칼텍스(LPG충전소)

## 전후
춘천 방향
- 홍천 나들목 ← 홍천강휴게소 ← 춘천 분기점
- 원주휴게소 ← 홍천강휴게소 ← 춘천휴게소